# La Dernière Berceuse
Pour plus de détails, voir Fiche technique et Distribution.
La Dernière Berceuse (La canzone dell'amore) est un film franco-italien réalisé par Gennaro Righelli et sorti en 1930. La canzone dell'amore est le premier film parlant du cinéma italien. Il a été tourné en trois versions : italienne, française et allemande.

## Synopsis
Rome. Lucia, étudiante en art lyrique, est fiancée à Enrico. Un télégramme, lui annonçant le très mauvais état de santé de sa mère, interrompt son bonheur. Elle se précipite au chevet de celle-ci, mais arrive trop tard pour la voir encore vivante. Elle découvre que sa mère attendait également un bébé. Le père de l'enfant s'est enfui pour faire fortune à l'étranger. Désargenté, Lucia travaille, dès lors, dans un magasin de disques afin de gagner sa vie et élever l'enfant. Elle déclare à son fiancé qu'il leur faut mettre un terme à leurs relations, présentant Marietto, l'enfant de sa mère, comme son propre fils. Quelques années plus tard, à l'improviste, l'amant de sa mère, devenu extrêmement riche, rend visite à Lucia. Il avoue ses torts et demande à prendre son fils avec lui. Lucia refuse d'abord, puis se ravise. Désormais seule, elle pense à se suicider. Son ancien fiancé, toujours amoureux, est heureusement informé de la véritable situation et surgit juste avant qu'elle ne commette l'acte irréparable.

## Fiche technique
Sauf indication contraire, les informations mentionnées dans cette section peuvent être confirmées par la base de données cinématographiques Unifrance,  présente dans la section « Liens externes ».
- Titre original : La canzone dell'amore
- Titre français : La Dernière berceuse ou Silence ou La Chanson de l'amour[1]
- Réalisation : Gennaro Righelli
- Scénario : G. Righelli, Giorgio C. Simonelli d'après la nouvelle In silenzio de Luigi Pirandello
- Assistants réalisateur : Leo Menardi, Ferdinando Maria Poggioli
- Photographie : Ubaldo Arata, Massimo Terzano - Noir et blanc
- Décors : Gastone Medin, Alfredo Montori
- Son : Pietro Cavazzuti, Vittorio Trentino, Giovanni Paris
- Montage : G. Righelli
- Musique : Cesare A. Bixio, Armando Fragna
- Chansons : Solo per te, Lucia et La canzone dell'amore, musique de Cesare A. Bixio et paroles de Bixio Cherubini
- Production : Marcel Vandal, Charles Delac, Stefano Pittaluga
- Sociétés de production : Cines-Pittaluga, Le Film d'Art
- Pays de production :  Royaume d'Italie -  France
- Durée : 94 minutes
- Sortie : 
  - Royaume d'Italie : 8 octobre 1930 à Rome
  - France : 6 février 1931[1]

## Distribution
- Dria Paola : Lucia
- Isa Pola : Anna
- Elio Steiner : Enrico
- Mercedes Brignone : la gouvernante
- Camillo Pilotto : le père de Marietto
- Olga Capri : la logeuse
- Fulvio Testi : Giocondo
- Nello Rocchi : Marietto, le bébé
- Renato Malavasi

## Autour du film
- La canzone dell'amore est le premier film sonore italien. Il est réalisé dans les studios de la Cines dont les équipements pour le tournage de films sonores - selon le procédé R.C.A. Photophone - ont été inaugurés par le ministre des Corporations, Giuseppe Bottai, en mai 1930. Initialement, c'est le film d'Alessandro Blasetti, Resurrectio, qui devait avoir l'honneur d'être le premier film parlant italien, mais, à la suite de difficultés inconnues, le tournage fut suspendu.
- Projeté à partir du 8 octobre 1930, La canzone dell'amore reçut un bel accueil public. « C'est un film ambitieux, et comme tel la Cines n'a pas voulu perdre de temps pour que l'industrie italienne, à peine équipée pour la révolution qui a jeté la scène muette dans l'abîme de l'oubli, puisse occuper une place digne et non subalterne sur le marché mondial », écrit le chroniqueur d' Il Messagero, le jour suivant. Plus tard, Alessandro Blasetti commentera, en ces termes, l'événement : « La canzone dell'amore n'est pas uniquement un spectacle, c'est un événement fondateur du cinéma italien. Il est le seul, parmi tous les films sonores jusqu'ici présentés, que le public ait unanimement accepté. »[2]
- Typique mélodrame, assis sur des schémas de convention (« l'interprétation et le sujet ne présentent guère d'intérêt », selon Jacques Lourcelles) propres à satisfaire un public d'habitués, La canzone dell'amore marque surtout par « la virtuosité de la caméra, si insolite dans les débuts du film parlant en Europe, et qui donne au film un lyrisme »[3] et une fraîcheur inattendue[4].
- « L'ensemble du film frappe d'ailleurs par la maîtrise des éléments mis en œuvre - il est vrai que l'équipe technique comporte quelques-uns des meilleurs collaborateurs de création de l'époque (...) - et par une solide acquisition des nouveaux procédés, loin des faiblesses caractérisant certaines œuvres contemporaines (...) », note Jean A. Gili[5].